# Гуадалканал (провінція)
Гуадалкана́л (англ. Guadalcanal) — одна з провінцій (одиниця адміністративно-територіального поділу) Соломонових Островів. Включає в себе острів Гуадалканал без Столичної території - міста Хоніара. Проте, Хоніара є адміністративним центром провінції. Площа - 5336 км², населення 93 613 осіб (2009). Найвища точка не тільки провінції, але також всієї країни і всіх островів Тихого океану, що входять в частину світу Океанія, без урахування Папуа - Новій Гвінеї і Нової Зеландії - гора Попоманасеу.